# می الصایغ
مَی موسی الصایِغ (۱۹۴۱ – ۵ فوریهٔ ۲۰۲۳) شاعر، نویسنده و فعال سیاسی فلسطینی بود. در شهر غزه متولد شد. در دانشکدهٔ ادبیات دانشگاه قاهره در رشتهٔ فلسفه و جامعه‌شناسی تحصیل کرد. او زندگی خود را وقف کار مبارزاتی کرد، برای فعالیت در جنبش فتح فعال شد و به عضویت شورای انقلابی جنبش فتح، شورای مرکزی و شورای ملی سازمان آزادیبخش درآمد. او بین سال‌های ۱۹۷۱ تا ۱۹۸۶ به عنوان دبیرکل اتحادیهٔ عمومی زنان فلسطینی خدمت کرد. در طول حرفۀ کاری خود، یک رابطه قوی را بین تعلق به مقاومت فلسطینی از یک سو و بیان آن از طریق شعر و رمان‌ها از سوی دیگر ترکیب کرد.

## زندگی و پیشه
می الصایغ در سال ۱۹۴۱ در شهر غزه، ناحیهٔ غزه، سرپرستی فلسطین، در یک خانوادهٔ مسیحی تحصیل‌کرده و متعهد ملی به دنیا آمد. پدرش موسی و مادرش هند فرح نام داشت. دورهٔ ابتدایی و مقدماتی را در مدارس شهر غزه آموخت و دورهٔ راهنمایی را در مدرسهٔ دخترانه الزهرا به پایان رساند. در آن مدرسه، استعداد او برای نوشتن شکوفا شد، با تشویق مادرش، هند فرح، نویسنده، شروع به نوشتن انشاهایی کرد که معلمش برای دانش‌آموزان کلاس‌های بالاتر می‌خواند.در اواخر دههٔ ۱۹۵۰ به قاهره سفر کرد و برای تحصیل در رشتهٔ فلسفه و جامعه‌شناسی در دانشکدهٔ ادبیات دانشگاه قاهره ثبت نام کرد و از آنجا مدرک لیسانس گرفت. در سال دوم تحصیل در دانشگاه قاهره، شعری را در محضر یوسف السباعی خواند. السباعی شعر او را تحسین کرد و روز بعد آن را در آخرین صفحهٔ روزنامهٔ «الجمهوریه» به همراه عکسش  منتشر کرد. سپس علی هاشم رشید، مدیر رادیو صدای فلسطین، از او دعوت کرد تا آن را در رادیو بخواند و راه را برای خواندن هر آنچه که بعدها می‌نوشت در رادیو باز کرد. در آن دوره روزنامه‌های مصر شعرهای متعددی از او منتشر کردند و سپس در صفحات مجلات عربی مانند «الآداب» لبنان و «اقلام» عراق شروع به انتشار اشعار خود کرد.
می صایغ اولین مجموعه شعر خود را با عنوان «تاج خار» در سال ۱۹۶۹ منتشر کرد.در تأسیس اتحادیهٔ عمومی زنان فلسطین که کنفرانس تأسیس خود را در سال ۱۹۶۵ در شهر اورشلیم برگزار کرد، شرکت کرد. سپس در سال ۱۹۶۸ به جنبش فتح پیوست و تا زمان خروج نیروهای سازمان آزادیبخش فلسطین از اردن در ژوئیه ۱۹۷۱ همراه آن سازمان در امان بود.صایغ مجبور شد به بیروت نقل مکان کند و در آنجا به عضویت شورای انقلابی جنبش فتح انتخاب شد. در سال ۱۹۷۲ با شعری در کتاب «اشعار نقش‌شده بر ابلیسک اشرفیه» مشارکت داشت. او در سال ۱۹۷۴ مجموعه شعر جدیدی را با عنوان «شعرهای عاشقانه برای نام تعقیب‌کننده» منتشر کرد. از سال ۱۹۷۳ به عنوان عضو شورای ملی و مرکزی سازمان آزادیبخش فلسطین انتخاب شد.بین سال‌های ۱۹۷۱ تا ۱۹۸۶، صایغ به عنوان دبیرکل اتحادیهٔ عمومی زنان فلسطین فعالیت می‌کرد. بین سال‌های ۱۹۷۵ تا ۱۹۸۲، او به عنوان عضو دفتر دائمی اتحادیهٔ بین‌المللی زنان دموکراتیک انتخاب شد. او از سال ۱۹۷۵ در جلسات کنفرانس توسعه، برابری و صلح که در برلین، پاریس، هاوانا، نیویورک، مسکو و بغداد برگزار شد، شرکت کرد. در سال ۱۹۸۵ مجموعه جدیدی را با عنوان «دربارهٔ اشک و شادی آینده» منتشر کرد. پس از اعلام دولت فلسطین در الجزایر در سال ۱۹۸۸، صایغ به نمایندگی از زنان فلسطینی در بسیاری از کنفرانس‌ها و سمینارهای عربی و بین‌المللی از جمله کمیتهٔ زنان در سازمان ملل ادامه خواهد داد.
صایغ در مراحل گوناگون مبارزات ملی فلسطین به ویژه در زمان جنگ داخلی لبنان که در بهار ۱۹۷۵ شروع شد و تهاجم اسرائیل در تابستان ۱۹۸۲ در لبنان زندگی می‌کرد. او در رهبری تلاش‌های زنان برای حمایت از مقاومت فلسطین و لبنان در طول محاصره شهر بیروت توسط ارتش اسرائیل مشارکت داشت. صایغ در آن سالها مقالات زیادی را در مجلهٔ «فلسطین الثوره» به چاپ رساند که به عضویت هیئت تحریریه درآمد. او همچنین برای روزنامهٔ «السفیر» و برای مجلات «الکاتب» و «الکرمل» می‌نوشت.
او در سال ۱۹۸۸ کتاب خاطرات خود را با عنوان «محاصره، یک زندگی‌نامه» منتشر کرد. آخرین مجموعه او در سال ۲۰۱۴ با عنوانی به یاد عمر بن ابی ربیعه شاعر اموی منتشر شد: «کاش هند برنمی‌گشت».در سال ۲۰۰۲ رمانی با عنوان «در انتظار ماه» نوشت. او همچنین تعدادی مقاله و مطالعات انتقادی در مورد زنان تهیه کرد و دو کتاب در این زمینه منتشر کرد: «مطالعاتی دربارهٔ زنان» در سال ۱۹۸۱ و «زنان عرب و فلسطین» در همان سال.او با این باور که مسئلهٔ زنان بخشی از مسئلهٔ فلسطین و آزادی آن از یک سو است، رابطهٔ محکمی بین تعلق به مقاومت فلسطین و پیوستن به صفوف آن ایجاد کرد. از سوی دیگر، بیان این امر را از طریق شعر و رمان دنبال کرد. او برآورد کرد که زنان فلسطینی باید در مبارزهٔ ملی سهیم باشند، شرایط نقش خود را بهبود بخشند، موقعیت خود را در جامعهٔ فلسطین تقویت کنند و دیگر شهروند درجهٔ دوم نباشند، بلکه به برابری انسانی خود با مردان دست یابند.
می صایغ مدال‌ها و جوایز زیادی دریافت کرد که برجسته‌ترین آنها «مدال ستارهٔ قدس» بود که رئیس‌جمهور محمود عباس در سال ۲۰۰۹ به پاس قدردانی از تلاش‌های او برای برجسته کردن و دفاع از آرمان فلسطین در جهان به او اعطا کرد. همچنین جایزهٔ قدس برای فرهنگ و خلاقیت در سال ۲۰۱۳ به او رسید. فیدل کاسترو، رئیس‌جمهور کوبا نیز به او جایزهٔ «آنا بتنکورت» به او اعطا کرد.

## درگذشت
می صایغ در ۵ فوریهٔ ۲۰۲۳ در شهر امان درگذشت و همان‌جا به خاک سپرده شد.جنبش فتح درگذشت او را تسلیت گفت و در بیانیه ای گفت: «امروز فلسطین و جنبش فتح و حامیان مبارزات بشردوستانه و آزادیبخش فلسطین با قامتی وداع کردند که این همه اثر باقی‌مانده از مبارزه و دستاورد بی نظیر را برای فلسطین به جا گذاشت تا چراغی زنده برای همهٔ آزادگان باقی بماند.» وزارت فرهنگ فلسطین نیز برای او عزادار شد و عاطف ابوسیف وزیر فرهنگ گفت: «فرهنگ فلسطین و عرب یک شخصیت مهم ادبی، یکی از نمادهای خود و نماد خلاقیت و بخشش را از دست داده است. این بانوی فقید نقش برجسته و سهم مؤثری در غنی سازی ذخایر ادبی فلسطین و عرب و نیز در رهبری جنبش فمینیستی فلسطین داشت.» مراد السودانی، رئیس اتحادیه عمومی نویسندگان و نویسندگان فلسطینی نیز در سوگ او نشست و بیان داشت: «درگذشت می صایغ ضایعه بزرگی برای صحنه‌های فرهنگی و مبارزاتی است و آنچه غیبت سرنوشت‌ساز او را جبران می‌کند، تأثیر ادبی و مبارزه‌اش است که در قدرت حقیقت فلسطین می‌سوزد.»

## زندگی شخصی
همسرش محمد ابومیزر و فرزندانشان عبیر، وائل، رندَه و عمر نام داشتند.

## آثار
از جمله مجموعه شعرهای وی:
- إكليل الشوك: دار الطلیعه، بیروت، ۱۹۶۸.
- قصائد منقوشة على مسلّة الأشرفية: به اشتراک، ۱۹۷۱.
- قصائد حب لاسم مُطارد: دار العوده، بیروت، ۱۹۷۴.
- عن الدموع والفرح الآتي: المؤسسة العربیة للدراسات والنشر، بیروت ۱۹۷۵.
- الحصار: مجموعه نثری-شعری، ۱۹۸۸.
- ليت هنداً لم تعد: المؤسسة العربیة للدراسات والنشر، بیروت، ۲۰۱۴.

دیگر:
- دراسات حول المرأة: اتحادیه عمومی زنان فلسطین، بیروت، ۱۹۸۱.
- المرأة العربية والفلسطينية: اتحادیه عمومی زنان فلسطین، بیروت، ۱۹۸۱.
- الحصار، سيرة ذاتية: رمان و خاطرات، المؤسسة العربیة للدراسات والنشر، ۱۹۸۸.
- بانتظار القمر: رمان، المؤسسة العربیة للدراسات والنشر، بیروت، ۲۰۰۲.